# ISO 3166-2:SX
ISO 3166-2:SX is een ISO-standaard met betrekking tot de zogenaamde geocodes. Het is een subset van de ISO 3166-2 tabel die specifiek betrekking heeft op Sint Maarten, het Nederlandse deel van het eiland Sint-Maarten. Voor Sint-Maarten kunnen hiermee de deelgebieden op het hoogste niveau worden gedefinieerd.
De gegevens werden tot op 26 november 2018 geüpdatet op het ISO Online Browsing Platform (OBP). Er worden geen deelgebieden gedefinieerd.
Sint Maarten wordt eveneens bij Nederland vermeld (NL-SX).